# George McNaughton (Fußballspieler)
George McNaughton (* 11. Januar 1872 in Dundee; † unbekannt) war ein schottischer Fußballspieler.

## Karriere
McNaughton war 1892/93 für Dundee Our Boys in der Northern Football League aktiv, bevor er in der Folgesaison für den als Zusammenschluss der Our Boys und Dundee East End gegründeten FC Dundee spielte. Der Klub wurde in die Scottish Football League aufgenommen und McNaughton bestritt in der Saison 1893/94 neben zwei Ligaspielen auch eine Partie im Scottish FA Cup. Im April 1894 gastierte der englische Vizemeister AFC Sunderland in Schottland und McNaughton stand bei der 1:2-Testspielniederlage in der Läuferreihe von Dundee. Nur wenige Wochen später schloss sich McNaughton dem englischen Klub an, wobei auch berufliche Gründe eine Rolle gespielt haben sollen. Sunderland hatte neben McNaughton mit Andrew McCreadie, Harry Johnston und Robert McNeill drei weitere Schotten für die neue Saison verpflichtet. Während McCreadie und Johnston gemeinsam mit Hughie Wilson zu Saisonbeginn die Läuferreihe bildeten und mit dem Klub am Saisonende den dritten Meistertitel der Vereinsgeschichte errangen, blieb McNaughton ohne Pflichtspieleinsatz in der ersten Mannschaft und wechselte bereits Ende November 1894 in die Second Division zum FC Bury.
Als rechter Außenläufer aufgeboten bildete er für die restliche Zweitligasaison gemeinsam mit Joe Clegg und George Ross die Läuferreihe. McNaughton kam bis Saisonende zu 15 Ligaeinsätzen, als Bury sämtliche Heimspiele der Saison gewann und sich als Tabellenerster für ein „Test Match“ gegen den FC Liverpool qualifizierte, in dem man sich durch einen 1:0-Erfolg für die First Division qualifizierte. In der folgenden Erstligasaison nahm der von den Glasgow Rangers verpflichtete Jack Prey den Platz des rechten Außenläufers ein, McNaughton blieb daher auf Einsätze im Reserveteam beschränkt. Von 1896 bis 1898 spielte er wieder in seiner Heimatstadt für die Dundee Wanderers in der Northern Football League, in beiden Spielzeiten belegte der Klub den zweiten Rang.